# Letitia Wright
Letitia Michelle Wright (Georgetown, 31 de octubre de 1993) es una actriz guyanesa-británica. Comenzó su carrera con papeles como invitada en las series de televisión Top Boy, Coming Up, Chasing Shadows, Humans, Doctor Who, y Black Mirror. Por esta última, recibió una nominación al Primetime Emmy Award. Posteriormente, tuvo su salto a la fama por su papel en la película Urban Hymn de 2015, por la que la Academia Británica de las Artes Cinematográficas y de la Televisión (BAFTA) nombró a Wright entre el grupo de británicos revelación de los BAFTA de 2015.
En 2018 alcanzó el reconocimiento mundial por su interpretación de Shuri en la película del Universo Cinematográfico de Marvel, Black Panther, por la que ganó un NAACP Image Award y un SAG Awards. Repitió el papel en Avengers: Infinity War (2018) y Avengers: Endgame (2019), esta última se convirtió en la segunda película más taquillera de todos los tiempos. En 2019 recibió el Premio BAFTA Rising Star. También apareció en la serie antológica de 2020 Small Axe, que le valió una nominación a los Satellite Award. Su más reciente aparición como Shuri se dio con la cinta Black Panther: Wakanda Forever en 2022, secuela de la cinta original de 2018.

## Primeros años
Wright nació en Georgetown, Guyana. Su familia se trasladó a Londres, Inglaterra, cuando tenía siete años y asistió a la Northumberland Park Community School.

## Carrera
Wright actuó en obras escolares, pero atribuye su deseo de ser actriz profesional a haber visto la película de 2006 Akeelah and the Bee. La actuación de Keke Palmer le resultó inspiradora, y comentó que el papel "resonaba, es una de las razones por las que estoy aquí". Asistió a la Identity School of Acting, matriculándose a los 16 años.
En 2011 apareció en dos episodios de la serie dramática de televisión Holby City y Top Boy. Tuvo un pequeño papel en la película de 2012 My Brother the Devil, por la que fue reconocida por Screen International como una de sus Estrellas del Mañana de 2012. Michael Caton-Jones le dio a Wright su primer papel protagonista en Urban Hymn (2015), lo que la hizo llamar la atención del Hollywood.
Ese mismo año apareció en el episodio de Doctor Who Face the Raven, y al año siguiente, comenzó un papel recurrente como Renie en Humanos. Durante este tiempo, también apareció en la obra Eclipsed (escrita por Danai Gurira) en el Gate Theatre de Londres. En 2017, Wright protagonizó el episodio de Black Mirror "Black Museum"; su actuación le valió una nominación al Primetime Emmy Award por Actriz de Reparto Sobresaliente en una Serie Limitada o Película.
Wright coprotagonizó la película de 2018 Black Panther, interpretando el papel de Shuri, hermana de Rey T'Challa y princesa de Wakanda. parte del Universo Cinematográfico de Marvel, la película también fue protagonizada por Chadwick Boseman, Michael B. Jordan, Lupita Nyong'o y Danai Gurira. Wright ganó el NAACP Image Award a la Interpretación Revelación Sobresaliente en una Película por su trabajo en el filme, y volvió a interpretar el papel en Avengers: Infinity War, que se estrenó dos meses después. ambién en 2018, Wright apareció como Reb en la película de Steven Spielberg adaptación cinematográfica de la novela de ciencia ficción de 2011 Ready Player One. Wright aparece como uno de los cameos en el vídeo musical de Drake para "Nice for What".
En 2018 Wright también participó en una obra de teatro llamada El converso, que se representó en el Young Vic Theatre de Londres. La obra era la historia de un misionero de habla inglesa en el siglo XIX, donde los africanos eran entrenados para hablar el inglés victoriano y participar en el cristianismo. La obra estaba ambientada en 1895, cuando un profesor y misionero católico de raza negra llamado Chilford ocupa una casa de misión en la Salisbury rodesiana. Wright interpreta el personaje de una Jekesai, una joven de Rodesia que es obligada a casarse por su tío, pero que afortunadamente es salvada por Chilford. En 2019, Wright ganó el Premio BAFTA Rising Star. En abril de 2019, Wright apareció junto a Donald Glover y Rihanna en Guava Island, un cortometraje musical lanzado por Amazon Studios, antes de retomar su papel de Shuri en Avengers: Endgame.
In noviembre de 2018, se anunció que Wright protagonizaría junto a John Boyega la adaptación de la novela Hold Back The Stars. Wright apareció en la película de 2022 Death on the Nile. También formó parte del reparto de la miniserie de Steve McQueen Small Axe, ambientada en la comunidad antillana de Londres entre los años 60 y 80. En el primer episodio, Mangrove, que se estrenó en BBC One el 15 de noviembre de 2020, Wright interpreta a la líder de los Panteras Negras Británicas, Altheia Jones-LeCointe, que, junto con otros ocho activistas negros, fue detenida y acusada de incitar a los disturbios tras una protesta pacífica en 1970. Wright obtuvo nominaciones a "Mejor Actriz de Reparto" por este papel, aportando "energía enfocada y pasión" a su representación de la Jones-LeCointe de la vida real, como señaló The New Yorker.
En febrero de 2020 se anunció que Wright había aceptado interpretar a las hermanas gemelas June y Jennifer Gibbons en la película The Silent Twins, basada en el libro homónimo de 1986 de Marjorie Wallace, cuyo rodaje comenzará en abril.  Todavía no se ha anunciado la fecha oficial de estreno.
En 2022 regresaría para interpretar a Shuri, hermana menor de T'Challa y princesa de Wakanda, en la secuela de Black Panther titulada Black Panther: Wakanda Forever, filmada en Atlanta y Puerto Rico en 2021, y con un estreno previsto para el 11 de noviembre de 2022, junto a Tenoch Huerta, Danai Gurira, Lupita Nyong'o, Angela Bassett, Winston Duke, Florence Kasumba, Mabel Cadena, y Martin Freeman. El 3 de octubre, mediante un nuevo tráiler, se revela que el personaje de Wright, será la nueva encarnación de Pantera Negra.

## Vida personal
Wright ha hablado sobre sus luchas con la depresión. Dijo a Vanity Fair en 2018 que cuando experimentó por primera vez la depresión a la edad de 20 años, "estaba en la oscuridad pasando por tantas cosas malas". Wright atribuye a su fe cristiana el haberla ayudado a superar la depresión, que descubrió después de asistir a una reunión de estudio de la Biblia en Londres. Para centrarse en su recuperación y en su fe, rechazó papeles en películas. Más tarde explicó que "necesitaba tomarse un descanso de la actuación" y "emprendí un viaje para descubrir mi relación con Dios, y me convertí en cristiana." El 30 de enero de 2023 Wright regresó a Guyana, su país natal, luego de 20 años. Durante su discurso en la Asamblea Nacional de Guyana mencionó su orgullo de ser guyanesa, relatando algunos de sus recuerdos más significativos en el país y motivando a la juventud de Guyana a perseguir sus sueños.

### Polémica por las vacunas
En diciembre de 2020, Wright recibió reacciones negativas por un vídeo que compartió públicamente en Twitter en el que la locutora cuestionaba la seguridad de tomar una vacuna COVID-19, además de "mostrarse escéptica con el cambio climático, y acusar a China de propagar la COVID-19; YouTube borró el video por incumplir los términos de servicio. Wright aclaró posteriormente que "no estaba en contra de las vacunas, pero que era importante 'hacer preguntas" y que "mi intención no era hacer daño a nadie, mi ÚNICA intención al publicar el vídeo era que planteaba mis preocupaciones con lo que contiene la vacuna y lo que estamos metiendo en nuestros cuerpos". Subsecuentemente abandonó las redes sociales.
En octubre de 2021, The Hollywood Reporter informó de que Wright se había separado de su equipo de representantes en Estados Unidos debido al revuelo causado por el vídeo y su supuesta promoción continua de sentimientos antivacunas en el set de Black Panther: Wakanda Forever durante la producción en Atlanta. Wright volvió a las redes sociales para negar estas acusaciones.

## Filmografía
| Año  | Título          | Rol            | Notas                                                                    |
| ---- | --------------- | -------------- | ------------------------------------------------------------------------ |
| 2011 | Holby City      | Ellie Maynard  | Episodios: "Tunnel Vision" y "Crossing the Line"                         |
| 2011 | Random          | Chica #3       | Película para televisión                                                 |
| 2011 | Top Boy         | Chantelle      | 4 episodios                                                              |
| 2013 | Coming Up       | Hannah         | Episodio: "Big Girl"                                                     |
| 2014 | Glasgow Girls   | Amal           | Película para televisión                                                 |
| 2014 | Chasing Shadows | Taylor Davis   | Episodio: "Only Connect"                                                 |
| 2015 | Banana          | Vivienne Scott | 3 episodios                                                              |
| 2015 | Cucumber        | Vivienne Scott | 4 episodios                                                              |
| 2015 | Doctor Who      | Anahson        | Episodio: "Cara a cara con el cuervo"                                    |
| 2016 | Humans          | Renie          | 7 episodios                                                              |
| 2017 | Black Mirror    | Nish Leigh     | Episodio: "Black Museum"                                                 |
| 2020 | Mangrove        | N/d            | Parte del proyecto 'Small Axe' de Steve McQueen para Amazon Prime y BBC. |

| Año  | Título                         | Rol                 | Notas                                                                          |
| ---- | ------------------------------ | ------------------- | ------------------------------------------------------------------------------ |
| 2011 | Victim                         | Nyla                |                                                                                |
| 2012 | My Brother the Devil           | Aisha               |                                                                                |
| 2015 | Urban Hymn                     | Jamie Harrison      |                                                                                |
| 2018 | El pasajero                    | Jules Skateboarder  |                                                                                |
| 2018 | Black Panther                  | Shuri               | Nominada – Premio Saturno a la mejor interpretación de un actor o actriz joven |
| 2018 | Ready Player One               | Reb                 | Cameo                                                                          |
| 2018 | Avengers: Infinity War         | Shuri               |                                                                                |
| 2019 | Avengers: Endgame              | Shuri               |                                                                                |
| 2021 | Sing 2                         | Nooshy (voz)        |                                                                                |
| 2022 | Death on the Nile              | Rosalie Otterbourne |                                                                                |
| 2022 | Black Panther: Wakanda Forever | Shuri               |                                                                                |

### Productor
- The Silent Twins (2022)
- Surrounded (2023)
- Sonido de Esperanza: La historia de Possum Trot (2024; Productor ejecutivo)